# Lin Zhong Yuan
Lin Zhong Yuan (Xangai, 15 de julho de 1929 – ?) é um ex-militar, ex-professor da educação básica e mestre de artes marciais chinesas. É idealizador do Zhong Wudao (em chinês:  中武道), que, para além de um estilo de "kung fu", compreende uma complexa filosofia e uma proposta pedagógica para as artes marciais chinesas.

## Biografia
Mestre Lin Zhong Yuan nasceu no dia 15 de julho de 1929, na cidade de Xangai. Por volta dos 8–9 anos, foi testemunha da Segunda Guerra Sino-japonesa. Em virtude das contingências da guerra, em 1942, aos 13 anos, mudou-se para Zhoushan, na província de Zhejiang, terra de sua família paterna. Nesta época, sua família, sustentada pelo trabalho de seu pai como professor particular, passou por profundas dificuldades financeiras. Aos 15 anos tornou-se órfão e voltou para Xangai, onde recebeu trabalho e moradia de um comerciante japonês.
No retorno à Xangai, por volta de 1944–1945, iniciou seu treinamento em artes marciais na renomada Associação Jingwu. Antes disso, já havia aprendido um pouco de estilos norte de artes marciais e nanpai houquan (南派猴拳), "estilo macaco do sul". Em 1949, aos 20 anos, alistou-se no exército e, a partir de então, tornou-se ativo combatente na Guerra Civil Chinesa, lutando do lado do Partido Nacionalista, o Guomingtang. A partir de 1954, quando se tornou instrutor em Feng Shan, pôde dedicar-se ao estudo das artes marciais no próprio exército. Segundo depoimento do Mestre Huang Yu Sheng, seu discípulo, hoje residente no Brasil, Mestre Lin Zhong Yuan foi discípulo do General Zhang Zhijiang, um dos principais idealizadores do Guoshu.
Ainda no contexto da Guerra Civil, Lin Zhong Yuan foi transferido para Taiwan. Isso se deu no ano de 1958, no ápice dos conflitos do Partido Nacionalista — que controlava Taiwan — com o governo comunista da República Popular da China. Foi participar da defesa do Arquipélogo de Kinmen, uma região militarmente estratégica, que seria bombardeada pelas forças militares de Mao Zedong. Em um dos bombardeios, Lin Zhong Yuan foi ferido gravemente e acabou aposentando-se do exército. Continuou residindo em Taiwan e, a partir de 1964, seguiu a profissão de seu pai, professor. Lecionou por 26 anos e chegou a dirigir a escola Neili Junior High School, em Zhongli, no norte do país, onde pôs em prática seu sistema de formação em artes marciais, o Zhong Wudao, em ambiente escolar.

## O Zhong Wudao (中武道)
Para o Mestre Lin Zhong Yuan, Zhong Wudao não é somente um sistema de treinamento ou, menos ainda, um estilo de arte marcial. Ele é a expressão marcial dos valores clássicos da cultura chinesa de modo a desenvolver uma cultura de justiça (yì, 义) e de benevolência (rén, 仁). Trata-se de um programa, ao mesmo tempo, marcial e filosófico, fortemente inspirado no taoismo e no confucionismo, reinterpretados à luz do nacionalismo chinês. Conforme afirma o Mestre Lin: "para salvar este país, despertá-lo e ressuscitá-lo, é preciso usar o seu sagrado tesouro, a mágica arma de Wen (文) e Wu (武), a cultura das artes marciais; é preciso viver a filosofia e o espírito nacionais".
O programa do Zhong Wudao do Mestre Lin Zhong Yuan ampara-se em cinco aspectos marciais, wuwu (五武): wude (武德), wuji (武技), wugong (武功), wuyi (武艺) e wuxue (武学). Wuji é a parte mais propriamente técnica de arte marcial, caracterizando-se por um currículo de formação eclética a partir de vários estilos, escolas e classificações de artes marciais chinesas. Wugong é a parte mais física do treinamento, englobando não somente atividades de fortalecimento muscular e de ganho de resistência aeróbica, mas também exercícios de qigong (气功) marcial. Wuyi engloba os aspectos sociais do Zhong Wudao, visando à promoção da sua cultura e à valorização pública do seu legado, na perspectiva de propagar os valores chineses clássicos. Wuxue envolve o estudo de caráter teórico e cultural, abrangendo desde saberes modernos do ocidente, mas, sobretudo, os grandes clássicos da literatura ética e filosófica da taoismo, do budismo e do confucionismo. Por último, wude é o aspecto que acaba dando sentido aos demais. Wude é a "etica marcial", entendida, a partir do confucionismo naturalista, como cultivo do coração (xin, 心), pela prática do conhecimento, da capacidade e das ações inatas: liangzhi (良知), liangneng (良能) e liangxing (良行).